# Tim Abromaitis
Timothy James Abromaitis, detto Tim (Waterbury, 17 settembre 1989), è un cestista statunitense con cittadinanza spagnola.
È il figlio di Jim Abromaitis, anch'egli cestista.

## Palmarès

### Squadra
- Basketball Champions League: 1

Canarias: 2016-2017
- Coppa Intercontinentale: 2

Canarias: 2017, 2023

### Individuale
- Basketball Champions League Star Lineup: 1

Canarias: 2018-19